# قائمة العملات التذكارية في ألمانيا
تتناول هذه المقالة قائمة العملات التذكارية التي صدرت في ألمانيا الاتحادية.

## التاريخ
استخدمت للولايات الألمانية قبل عام 1871 وحدات نقدية وأنظمة سك مختلفة للعُملات، مما أدى أيضًا إلى ظهور عملات تذكارية مختلفة. وبعد تأسيس الإمبراطورية الألمانية في عام 1871، اعتُمد المارك الألماني كوسيلة دفع موحدة للرايخ الألماني. وأصبحت جميع وسائل الدفع والعُملات العادية والعملات التذكارية في ألمانيا مقومة بالمارك الألماني. كان المعدنان الأكثر استخدامًا في سك هذه العملات، ولا يزالان، هما الفضة والذهب، غير أن سبائك الفضة الحالية اختلفت عن سابقاتها. وقد تنوعت القيمة الإسميّة للفئات التي كانت شائعة آنذاك من العُملات فبلغت 2 مارك ألماني، و3 مارك ألماني، و5 مارك ألماني، و10 مارك ألماني، و20 مارك ألماني. وخلال عهد جمهورية فايمار التي امتدت من عام 1919 إلى عام 1933، وفترة حكم هتلر (العهد النازي) التي امتدت من عام 1933 إلى عام 1945، كانت هناك عملات تذكارية موحدة للرايخ الألماني مصنوعة من الفضة. وكانت هذه العملات مقومة بقيمة إسمية بلغت 3 مارك ألماني، و5 مارك ألماني خلال الفترة التي امتدت من عام 1925 إلى عام 1932، و2 مارك ألماني و5 مارك ألماني بدءًا من عام 1934 وحتى عام 1939.
استخدمت جمهورية ألمانيا الاتحادية بعد ذلك المارك الألماني كعملة رسمية لها حتى عام 2002 عندما تحولت إلى اعتماد اليورو كعملة رسمية للبلاد باعتبارها عضوًا في منطقة اليورو. كانت الحكومة الاتحادية، باعتبارها صاحبة الحق في سك العملات الألمانية، قد كلفت دور سك العملة الحكومية في ألمانيا بإصدار العُملات القانونيّة العاديّة، بالإضافة إلى العملات التذكارية القابلة للتداول أو المُخصّصة لهواة جمع العُملات، وقد صدرت أول عملة تذكارية في جمهورية ألمانيا الاتحادية في 11 سبتمبر (أيلول) 1953. وبحلول عام 2002 كانت ألمانيا قد طرحت 87 إصدارًا من العُملات التذكاريّة المقومة بالمارك الألمانيّ. تُخلّد العُملات التذكاريّة الألمانية عادةً ذكرى أحداث تاريخية أو تُسلّط الضوء على أحداث جارية ذات أهمية خاصة لألمانيا. وتُصمّم العُملات التذكاريّة الألمانية دائمًا بحيث يحتوي أحد وجهي العملة على رسم يوضّح الغرض من إصدار العُملة، بينما يحتوي الوجه الآخر للعُملة على شعار النسر الذي يُمثّل رمز جمهورية ألمانيا الاتحادية إلى جانب نقش يوضّح القيمة الإسمية للعُملة،
كانت جميع العملات التذكارية التي صدرت في ألمانيا حتى نهاية عام 2001 مقومة بالمارك الألماني، ولكن اعتبارًا من 1 يناير (كانون الثاني) 2002، أصبح البنك الاتحادي الألماني يُصدر، تحت إشراف وزارة المالية الألمانية الاتحادية، عملات اليورو الاعتيادية المخصصة للتداول، كما يُصدر عملات يورو تذكارية من الذهب أوالفضة أو من معادن ثمينة أخرى. والتي تكون ذات قيمة قانونية فقط في ألمانيا، على عكس الإصدارات العادية لعملات اليورو في ألمانيا، والتي لها قيمة قانونية في جميع دول منطقة اليورو، إلى جانب إصدار عملات يورو تذكارية منخفضة القيمة، مثل عملات 2 يورو التذكارية، والتي تكون عملات تذكاريّة صالحة للتداول ولها صفة العملة القانونية في جميع دول منطقة اليورو على عكس عُملات اليورو التذكاريّة المُخصّصة لهواة جمع العُملات، والمسكوكة من الذهب أو الفضّة أو معادن ثمينة أخرى، والتي عادةً ما تتجاوز قيمتها السبائكيّة قيمتها الإسميّة، وبالتالي لا يتمّ استخدامها كوسيلة دفع، كما توصي المفوضية الأوروبيّة بعدم السماح باستخدامها كعملة قانونيّة في باقي دول منطقة اليورو. أصدر البنك الاتحادي الألماني منذ عام 2002 عُملات معدنية تذكاريّة ألمانية مقومة باليورو بقيمة 2 يورو، و10 يورو، و100 يورو، و200 يورو. وفي 23 يونيو (حزيران) 2010، أصدر البنك الاتحادي الألماني أول عملة تذكارية ذهبية بقيمة 20 يورو. وفي عام 2015، أصدر البنك الاتحادي الألماني عملة تذكارية فضية بقيمة 25 يورو لأول مرة. طُرحت العملات التذكارية الفضية للتداول بقيمة اسمية بلغت 20 يورو اعتبارًا من عام 2016، ثُمّ طُرحت العملات التذكارية المصنوعة من النحاس والنيكل بقيمة اسمية بلغت 5 يورو، وفي عام 2017، طُرحت أول عملة تذكارية ذهبية بقيمة 50 يورو بمناسبة الاحتفال بذكرى الإصلاح الديني تحت قيادة رجل الدين الألماني مارتن لوثر. وفي عام 2019 بدأ البنك الاتحادي الألماني في إصدار العملات المعدنية ذات قيمة 10 يورو بحلقة بوليمر شفافة.
باستثناء عُملات 2 يورو التذكاريّة، سُكّت جميع العملات التذكارية الألمانيّة حتى الآن إمّا من مادة الماغنيمات، أو من الذهب عالي النقاء، أو من سبائك فضية متنوعة، وتراوحت درجة السكّ القياسيّة للعُملات التذكاريّة الفضّية ما بين اللامعة غير المتداولة والعُملات التجريبيّة التي عادةً ما تكون متوفّرة فقط في منافذ بيع العُملة المُخصّصة لهواة جمع العُملات، أصدر البنك المركزي الألماني حتى عام 2001 عُملة تذكاريّة واحدة بقيمة 1 مارك ألماني مسكوكة من الذهب شبه النقي (999.9/1000). بلغ وزن هذه العُملة 12 غرامًا من الذهب الخالص، وكان تصميم وجهي العُملة مُشابهًا لتصميم عُملة 1 مارك ألماني القديمة المتداولة، وقد سُكّ من هذه العُملة مليون قطعة نقدية، وُزِّعت 200,000 منها على دور السك الألمانية الخمس، وأصبحت مُتاحة للبيع منذ 26 يوليو (تموز) 2001، من خلال البنك المركزي الألماني، والبنوك المركزية للولايات، ومكتب مبيعات العملات المعدنية لهواة الجمع بسعر إصدار بلغ 250 ماركًا ألمانيًا للقطعة الواحدة، وقد حصلت مؤسسة المال والعملات على 100 مليون مارك ألماني من عائدات بيع هذه العُملة، بينما تم التبرع بباقي عائدات البيع، أي ما يُعادل 84 مليون مارك ألماني، لمؤسسة التراث الثقافي البروسي لدعم تجديد جزيرة المتاحف في برلين. في السنوات الأخيرة، طُرحت للبيع بشكل متكرر عملات معدنية مطلية بالذهب من فئة 1 مارك ألماني، ولكن يمكن تمييزها بسهولة عن المارك الذهبي التذكاري من خلال النقش والوزن المختلف بشكل كبير. كما توجد نسخة مسكوكة جديدة من المارك الذهبي تزن 0.5 غرام، ويمكن تمييزها بشكل أكبر عن النسخة الأصلية من خلال السنة المطبوعة فوق النسر. خلّدت العُملات التذكاريّة الصادرة في ألمانيا الاتحاديّة حتّى الآن ذكرى أربعة أحداث رياضية رئيسية، وهي: دورة الألعاب الأولمبية الصيفية لعام 1972، وبطولة كأس العالم لكرة القدم لعام 2006، وبطولة العالم لألعاب القوى لعام 2009 في برلين، وبطولة العالم للتزلج على المنحدرات الألبية لعام 2011.

## الوصف
حملت جميع العُملات التذكاريّة المقوّمة بالمارك الألماني، والتي صدرت في جمهورية ألمانيا الاتحاديّة منذ عام 1953 وحتى عام 2002، على وجهها الخلفيّ صورة أو رسم يُعبّر عن مُناسبة إصدار العُملة التذكاريّة، وعلى الوجه الأمامي منها حملت تلك العُملات شعار النسر الذي يرمز لجمهورية ألمانيا الاتحاديّة، وقد نُقش حول النسر القيمة الإسميّة للعُملة، وسنة الإصدار، إلى جانب حرف يرمز إلى دار السكّ الحكوميّة التي أصدرت العُملة على النحو الموضّح في الجدول التالي:
| الرمز | دار سك العُملة الحكوميّة                    |
| ----- | ----------------------------------------- |
| A     | دار سك العملة الحكومية في برلين           |
| D     | دار سك العملة الرئيسية في بافاريا بميونيخ |
| F     | دار سك العملة الحكومية في شتوتغارت        |
| G     | دار سك العملة الحكومية في كارلسروه        |
| J     | دار سك العملة الحكومية في هامبورغ         |

واعتبارًا من عام 2002، أصبحت جميع العُملات التذكاريّة المقوّمة باليورو، والتي صدرت في جمهورية ألمانيا، تحمل على وجهها الأمامي إلى جانب النقش الذي يُبيّن القيمة الإسميّة للعُملة رسمًا لإثني عشرة نجمة ترمز إلى دول الاتحاد الأوروبي.

## العملات التذكارية المقومة بالمارك الألماني

### خلال عقد الخمسينيات من القرن العشرين
| تاريخ الإصدار | القيمة الإسمية للعملة | مناسبة الإصدار                                                         | السبيكة |
| ------------- | --------------------- | ---------------------------------------------------------------------- | ------- |
| 1952          | 5 مارك ألماني         | الذكرى المئوية لتأسيس اللمتحف الوطني الألماني في نورمبرغ               | الفضة   |
| 1955          | 5 مارك ألماني         | ذكرى مرور 150 عامًا على وفاة الشاعر الألماني فريدريش فون شيلر           | الفضة   |
| 1955          | 5 مارك ألماني         | إحياء ذكرى مرور 300 عامًا على ميلاد مارغريف لودفيغ فيلهلم في مدينة بادن | الفضة   |
| 1957          | 5 مارك ألماني         | ذكرى مرور 150 عامًا على وفاة جوزيف فون آيخندورف                         | الفضة   |

### خلال عقد الستينيات من القرن العشرين
| تاريخ الإصدار | القيمة الإسمية للعملة | مناسبة الإصدار                                                         | السبيكة |
| ------------- | --------------------- | ---------------------------------------------------------------------- | ------- |
| 1964          | 5 مارك ألماني         | إحياء ذكرى مرور 150 عامًا على وفاة الفيلسوف الألماني يوهان غوتليب فيشته | الفضة   |
| 1966          | 5 مارك ألماني         | ذكرى مرور 150 عامًا على وفاة الشاعر الألماني غوتفريد لايبنتس            | الفضة   |
| 1967          | 5 مارك ألماني         | إحياء ذكرى مرور 200 عامًا على ميلاد فيلهلم وألكسندر فون هومبولت         | الفضة   |
| 1968          | 5 مارك ألماني         | ذكرى مرور 150 عامًا على ميلاد فريدريش فيلهلم رايفايزن                   | الفضة   |
| 1968          | 5 مارك ألماني         | إحياء ذكرى مرور 500 عامًا على وفاة المخترع الألماني يوهانس غوتنبرغ      | الفضة   |
| 1968          | 5 مارك ألماني         | إحياء ذكرى مرور 150 عامًا على ميلاد ماكس فون بيتنكوفر                   | الفضة   |
| 1969          | 5 مارك ألماني         | إحياء ذكرى مرور 150 عامًا على ميلاد ثيودور فونتان                       | الفضة   |
| 1969          | 5 مارك ألماني         | إحياء ذكرى مرور 375 عامًا على وفاة غيرهارد مركاتور                      | الفضة   |

### خلال عقد السبعينيات من القرن العشرين
| تاريخ الإصدار | القيمة الإسمية للعملة | مناسبة الإصدار                                                                        | السبيكة    |
| ------------- | --------------------- | ------------------------------------------------------------------------------------- | ---------- |
| 1970          | 5 مارك ألماني         | إحياء ذكرى مرور 200 عامًا على ميلاد المؤلف الموسيقي الألماني لودفيغ فان بيتهوفن        | الفضة      |
| 1971          | 5 مارك ألماني         | ذكرى مرور 100 عامًا على تأسيس الإمبراطورية الألمانية                                   | الفضة      |
| 1971          | 5 مارك ألماني         | إحياء ذكرى مرور 500 عامًا على ميلاد الرسام الألماني ألبريشت دورر                       | الفضة      |
| 1972          | 10 مارك ألماني        | دورة الألعاب الأولمبية الصيفية 1972 في ميونيخ                                         | الفضة      |
| 1973          | 5 مارك ألماني         | إحياء ذكرى مرور 500 عامًا على ميلاد عالم الفلك نيكولاس كوبرنيكوس                       | الفضة      |
| 1973          | 5 مارك ألماني         | إحياء ذكرى مرور 125 عامًا على تأسيس الجمعية الوطنية في فرانكفورت                       | الفضة      |
| 1974          | 5 مارك ألماني         | إحياء ذكرى مرور 25 عامًا على اعتماد القانون الأساسي في ألمانيا                         | الفضة      |
| 1974          | 5 مارك ألماني         | إحياء ذكرى مرور 150 عامًا على ميلاد إيمانويل كانط                                      | الفضة      |
| 1975          | 5 مارك ألماني         | إحياء ذكرى مرور 50 عامًا على وفاة فريدريش إيبرت                                        | الفضة      |
| 1975          | 5 مارك ألماني         | إحياء ذكرى مرور 100 عامًا على ميلاد ألبرت شفايتزر                                      | الفضة      |
| 1975          | 5 مارك ألماني         | السنة الأوروبية لحماية الآثار                                                         | الفضة      |
| 1976          | 5 مارك ألماني         | إحياء ذكرى مرور 300 عامًا على وفاة الأديب الألماني هانز جاكوب كريستوف فون غريميلسهاوزن | الفضة      |
| 1977          | 5 مارك ألماني         | إحياء ذكرى مرور 200 عامًا على ميلاد الفيزيائي الألماني كارل فريدريش غاوس               | الفضة      |
| 1977          | 5 مارك ألماني         | إحياء ذكرى مرور 200 عامًا على ميلاد الشاعر الألماني هاينريش فون كلايست                 | الفضة      |
| 1978          | 5 مارك ألماني         | إحياء ذكرى مرور 100 عامًا على ميلاد غوستاف شتريسيمان                                   | الفضة      |
| 1978          | 5 مارك ألماني         | إحياء ذكرى مرور 225 عامًا على وفاة بالتازار نيومان                                     | الفضة      |
| 1979          | 5 مارك ألماني         | إحياء ذكرى مرور 150 عامًا على تأسيس المعهد الألماني للآثار                             | الفضة      |
| 1979          | 5 مارك ألماني         | إحياء ذكرى مرور 100 عامًا على ميلاد أوتو هان                                           | نحاس ونيكل |

### خلال عقد الثمانينيات من القرن العشرين
| تاريخ الإصدار | القيمة الإسمية للعملة | مناسبة الإصدار                                                                    | السبيكة    |
| ------------- | --------------------- | --------------------------------------------------------------------------------- | ---------- |
| 1980          | 5 مارك ألماني         | إحياء ذكرى مرور 750 عامًا على وفاة الشاعر الألماني فالتر فون دير فوغلفايدي         | نحاس ونيكل |
| 1980          | 5 مارك ألماني         | إحياء الذكرى المئوية لاكتمال بناء كاتدرائية كولونيا                               | نحاس ونيكل |
| 1981          | 5 مارك ألماني         | ذكرى مرور 200 عامًا على وفاة الشاعر الألماني غوتهولد إفرايم ليسينغ                 | نحاس ونيكل |
| 1981          | 5 مارك ألماني         | إحياء ذكرى مرور 150 عامًا على وفاة كارل فوم شتاين                                  | نحاس ونيكل |
| 1982          | 5 مارك ألماني         | ذكرى مرور 10 سنوات على عقد مؤتمر الأمم المتحدة للبيئة                             | نحاس ونيكل |
| 1982          | 5 مارك ألماني         | إحياء ذكرى مرور 150 عامًا على وفاة الأديب والشاعر الألماني يوهان فولفغانغ فون غوته | نحاس ونيكل |
| 1983          | 5 مارك ألماني         | إحياء ذكرى مرور 100 عامًا على وفاة الفيلسوف الألماني كارل ماركس                    | نحاس ونيكل |
| 1983          | 5 مارك ألماني         | إحياء ذكرى مرور 500 عامًا على ميلاد الراهب الألماني مارتن لوثر                     | نحاس ونيكل |
| 1984          | 5 مارك ألماني         | إحياء ذكرى مرور 150 عامًا على تأسيس الاتحاد الجمركي الألماني                       | نحاس ونيكل |
| 1984          | 5 مارك ألماني         | إحياء ذكرى مرور 150 عامًا على ميلاد فيليكس مندلسون بارتولدي                        | نحاس ونيكل |
| 1985          | 5 مارك ألماني         | الاحتفال بعام الموسيقى الأوروبية                                                  | نحاس ونيكل |
| 1985          | 5 مارك ألماني         | إحياء ذكرى مرور 150 عامًا على تأسيس السكك الحديدية الألمانية                       | نحاس ونيكل |
| 1986          | 5 مارك ألماني         | إحياء ذكرى مرور 600 عامًا على تأسيس جامعة هايدلبرغ                                 | نحاس ونيكل |
| 1986          | 5 مارك ألماني         | إحياء ذكرى مرور 200 عامًا على وفاة الإمبراطور فريدريك العظيم                       | نحاس ونيكل |
| 1987          | 10 مارك ألماني        | إحياء ذكرى مرور 750 عامًا على إنشاء مدينة برلين                                    | الفضة      |
| 1987          | 10 مارك ألماني        | إحياء ذكرى مرور 30 عامًا على إبرام معاهدة روما                                     | الفضة      |
| 1988          | 10 مارك ألماني        | إحياء ذكرى مرور 200 عامًا على ميلاد الفيلسوف الألماني أرتور شوبنهاور               | الفضة      |
| 1988          | 10 مارك ألماني        | إحياء ذكرى مرور 100 عامًا على وفاة كارل زايس                                       | الفضة      |
| 1989          | 10 مارك ألماني        | إحياء ذكرى مرور 40 عامًا على تأسيس جمهورية ألمانيا الاتحادية                       | الفضة      |
| 1989          | 10 مارك ألماني        | إحياء ذكرى مرور 2000 عامًا على إنشاء مدينة بون                                     | الفضة      |
| 1989          | 10 مارك ألماني        | إحياء ذكرى مرور 800 عامًا على إنشاء ميناء هامبورغ                                  | الفضة      |

### خلال عقد التسعينيات من القرن العشرين
| تاريخ الإصدار | القيمة الإسمية للعملة | مناسبة الإصدار | السبيكة |
| ------------- | --------------------- | --- | ------- |
| 1990          | 10 مارك ألماني        | إحياء الذكرى المئوية الثامنة لوفاة بربروسا                                                                                        | الفضة   |
| 1990          | 10 مارك ألماني        | إحيتء ذكرى مرور 800 عامًا على تأسيس النظام التيوتوني                                                                               | الفضة   |
| 1991          | 10 مارك ألماني        | ذكرى مرور 200 عامًا على تأسيس بوابة براندنبورغ                                                                                     | الفضة   |
| 1992          | 10 مارك ألماني        | إحياء ذكرى مرور 125 عامًا على ميلاد كاثي كولفيتز                                                                                   | الفضة   |
| 1992          | 10 مارك ألماني        | ذكرى مرور 150 عامًا على تأسيس وسام بلو ماكس للاستحقاق في ألمانيا                                                                   | الفضة   |
| 1993          | 10 مارك ألماني        | إحياء ذكرى مرور 1000 عامًا على تأسيس مدينةبوتسدام                                                                                  | الفضة   |
| 1993          | 10 مارك ألماني        | إحياء ذكرى مرور 150 عامًا على ميلاد الطبيب الألماني روبرت كوخ                                                                      | الفضة   |
| 1994          | 10 مارك ألماني        | إحياء ذكرى مرور 50 عامًا على مؤامرة 20 يوليو لاغتيال أدولف هتلر                                                                    | الفضة   |
| 1994          | 10 مارك ألماني        | إحياء ذكرى مرور 250 عامًا على ميلاد يوهان غوتفريد هيردر                                                                            | الفضة   |
| 1995          | 10 مارك ألماني        | إعادة بناء كنيسة فراونكيرشه في دريسدن                                                                                             | الفضة   |
| 1995          | 10 مارك ألماني        | إحياء ذكرى مرور 1000 عامًا على ميلاد فيلهلم كونراد رونتغن، وإحياء ذكرى مرور 100 عامًا على اكتشافه للأشعة السينية                    | الفضة   |
| 1995          | 10 مارك ألماني        | إحياء ذكرى مرور 800 عامًا على وفاة هاينريش دير لوي                                                                                 | الفضة   |
| 1996          | 10 مارك ألماني        | إحياء ذكرى مرور 150 عامًا على تأسيس مصنع كولبينغ                                                                                   | الفضة   |
| 1997          | 10 مارك ألماني        | إحياء ذكرى مرور 500 عامًا على ميلاد فيليب ملانكتون                                                                                 | الفضة   |
| 1997          | 10 مارك ألماني        | إحياء ذكرى مرور 500 عامًا على اختراع محرك الديزل                                                                                   | الفضة   |
| 1997          | 10 مارك ألماني        | إحياء ذكرى مرور 200 عامًا على ميلاد هاينرش هاينه                                                                                   | الفضة   |
| 1998          | 10 مارك ألماني        | إحياء ذكرى مرور 350 عامًا على توقيع معاهدة صلح ويستفاليا                                                                           | الفضة   |
| 1998          | 10 مارك ألماني        | إحياء ذكرى مرور 900 عامًا على ميلاد هيلديجارد فون بينغن                                                                            | الفضة   |
| 1998          | 10 مارك ألماني        | إحياء ذكرى مرور 50 عامًا على إصدار المارك الألماني                                                                                 | الفضة   |
| 1998          | 10 مارك ألماني        | إحياء ذكرى مرور 50 عامًا على إنشاء مؤسسة هاله                                                                                      | الفضة   |
| 1999          | 1 مارك ألماني         | إحياء ذكرى مرور 50 عامًا على إصدار المارك الألماني                                                                                 | الذهب   |
| 1999          | 10 مارك ألماني        | إحياء ذكرى مرور 50 عامًا على صدور القانون الأساسي في ألمانيا                                                                       | الفضة   |
| 1999          | 10 مارك ألماني        | إحياء ذكرى مرور 50 عامًا على تأسيس قرى الأطفال إس أو إس                                                                            | الفضة   |
| 1999          | 10 مارك ألماني        | اختيار مدينة فايمار كمدينة الثقافة الأوروبية، وإحياء ذكرى مرور 250 عامًا على ميلاد الشاعر والأديب الألماني يوهان فولفغانغ فون غوته | الفضة   |

### خلال العقد الأول من القرن الحادي والعشرين
| تاريخ الإصدار | القيمة الإسمية للعملة | مناسبة الإصدار                                                           | السبيكة |
| ------------- | --------------------- | ------------------------------------------------------------------------ | ------- |
| 2000          | 10 مارك ألماني        | معرض إكسبو 2000                                                          | الفضة   |
| 2000          | 10 مارك ألماني        | إحياء ذكرى مرور 1200 على تأسيس كاتدرائية آخن                             | الفضة   |
| 2000          | 10 مارك ألماني        | ذكرى مرور 250 عامًا على وفاة المؤلف الموسيقي الألماني يوهان سيباستيان باخ | الفضة   |
| 2000          | 10 مارك ألماني        | إحياء الذكرى العاشرة لإعادة توحيد ألمانيا                                | الفضة   |
| 2001          | 10 مارك ألماني        | إحياء ذكرى مرور 200 عامًا على ميلاد ألبرت لورتزينج                        | الفضة   |
| 2001          | 10 مارك ألماني        | إحياء ذكرى مرور 50 عامًا على تأسيس المحكمة الدستورية الاتحادية في ألمانيا | الفضة   |
| 2001          | 10 مارك ألماني        | ذكرى مرور 750 عامًا على إنشاء متحف كاثرين كلوستر                          | الفضة   |
| 2001          | 10 مارك ألماني        | ذكرى مرور 50 عامًا على إنشاء متحف البحر في شترالسوند.                     | الفضة   |

## العملات التذكارية المقومة باليورو

### عملات 2 يورو التذكارية
سمحت منطقة اليورو حتى عام 2012 لكل دولة من الدول التي تُصدر عملات يورو بسك عدد محدود من العملات التذكارية بقيمة 2 يورو سنويًا، بالإضافة إلى عملات التداول العادية بقيمة 2 يورو. ولكن اعتبارًا من 16 أغسطس (آب) 2012، أصبح لكل عضو في منطقة اليورو (باستثناء الدول الصغيرة المرتبطة باتفاقيات عملة) الحق في سك عملتين تذكاريتين بقيمة 2 يورو سنويًا، باستثناء إصدارات العُملات المُشتركة لدول منطقة اليورو. تُسكّ هذه العملات من نفس مواد العملات المتداولة العادية. يختلف وجه هذه العملات التذكارية عن وجه العملات المتداولة لتخليد ذكرى أحداث محددة. ولأن هذه الإصدارات مخصصة للتداول العادي، فهي أيضًا عملات تداول. وقد صدرت أولى عملات 2 يورو التذكارية في اليونان بمناسبة دورة الألعاب الأولمبية عام 2004 في أثينا. بدأت ألمانيا منذ عام 2006 في إصدار عملات تذكارية من فئة 2 يورو خُصصت كل منها للاحتفاء بالولاية الاتحادية التي تتولى رئاسة المجلس الاتحادي في بداية عام الإصدار. كان تصميم الوجه الأمامي لعملات سلسلة الولايات الاتحادية دائمًا ما يصوّر مبنىً أو معلمًا بارزًا يمثل الولاية الاتحادية المعنية، بهدف تعريف المواطنين الأوروبيين بالهيكل الاتحادي لجمهورية ألمانيا الاتحادية. طُرحت أولى إصدارات هذه السلسلة من العُملات التذكارية رسميًّا في 3 فبراير (شباط) 2006، وكان الوجه الخلفي للعُملة يحمل صورة بوابة هولستن في منطقة لوبيك بولاية شليسفيغ هولشتاين. وقد دخلت بعض هذه العملات إلى حيز التداول بالفعل قبل إصدارها بصورة رسمية، مثلما حدث مع أولى العملات المعدنية الصادرة عام 2008، والتي كانت تحمل صورة هامبورغ ميشيل، والتي أصبحت قيد التداول بدءًا من منتصف سبتمبر (أيلول) 2007، أي قبل أكثر من أربعة أشهر من إصدارها الرسمي في 1 فبراير (شباط) 2008. ولكن اعتبارًا من العام المالي 2017-2018، ونظرًا لتغير أعداد سكان الولايات، تم تغيير تسلسل رئاسات المجلس الاتحادي، وتولت ولاية شليسفيغ هولشتاين، والتي خصصت لها أول عملة تذكارية عام 2006، رئاسة المجلس الاتحادي لمدة 12 شهرًا بدءًا من 1 نوفمبر (تشرين الثاني) 2018. لذلك، لم يكن من الممكن مواصلة إصدار السلسلة وفقًا للخطة الأصلية، وتطلب ذلك إدخال بعض التعديلات. وفي عام 2019، صدرة سلسلة جديدة من عُملات الولايات الألمانية التذكارية احتفاءًا بالذكرى السبعين لتأسيس المجلس الاتحادي، الهيئة الدستورية. بحلول عام 2022، كانت ألمانيا قد أصدرت خلال الفترة من عام 2006 وحتى عام 2022 عملة تذكارية مسكوكة لكل ولاية من الولايات الفيدرالية الست عشرة.
بلغ إجمالي عدد العملات المعدنية التذكارية المسكوكة من فئة 2 يورو، والصادرة في ألمانيا حتى الآن 30 مليون عملة، وقد بلغ الحد الأقصى لسك العملات المعدنية المخصصة لهواة الجمع في مجموعات العملات المتداولة ومجموعة العملات التذكارية الجديدة من فئة 2 يورو 145 ألف عملة لكل عملية سك. كانت الزخارف المُستخدمة في تصميم العملات التذكارية لولاية سارلاند (2009) وولاية بريمن (2010)، قد ظهرت من قبل أيضًا على مجموعة من الطوابع البريدية الصادرة في ألمانيا عام 1965 ضمن سلسلة طوابع بريدية خُصّصت للاحتفاء بعواصم ولايات جمهورية ألمانيا الاتحادية. كانت سلسلة العُملات التذكاريّة التي خُصّصت للاحتفاء بعواصم ولايات جمهورية ألمانيا الاتحادية تُشبه عملات الربع دولار الأمريكية التي كانت تصدر كل 73 يومًا خلال الفترة ما بين عامي 1999 و2009، وتُخلّد ذكرى الولايات الخمسين والأقاليم الخارجية للولايات المتحدة الأمريكية. ويوضح الجدول التالي سلسلة العُملات التذكاريّة المعدنية الصادرة في ألمانيا، والتي خُصّصت للاحتفاء بعواصم ولايات جمهورية ألمانيا الاتحادية.

#### سلسلة عملات الولايات الاتحادية
| تاريخ الإصدار                | المعلم/المبنى المصور على وجه العملة                         | الولاية                   | مصمم العملة       | دار سك العملة | عدد العملات المسكوكة حسب جودة العملات                  | عدد العملات المسكوكة حسب جودة العملات   | عدد العملات المسكوكة حسب جودة العملات          |
| تاريخ الإصدار                | المعلم/المبنى المصور على وجه العملة                         | الولاية                   | مصمم العملة       | دار سك العملة | العملات المتداولة                                      | غير متداولة                             | لامعة غير متدولة                               |
| ---------------------------- | ----------------------------------------------------------- | ------------------------- | ----------------- | --- | ------------------------------------------------------ | --------------------------------------- | ---------------------------------------------- |
| 3 فبراير (شباط) 2006         | بوابة هولستن في مدينة لوبيك                                 | شلسفيغ-هولشتاين           | هاينز هوير        | دار سك العملة الحكومية في برلين، ودار سك العملة الرئيسية في بافاريا بميونيخ، ودار سك العملة الحكومية في شتوتغارت، ودار سك العملة الحكومية في كارلسروه، ودار سك العملة الحكومية في هامبورغ | 6.000.000 6.300.000 7.260.000 4.260.000 6.300.000      | 143.000 143.000 143.000 143.000 143.000 | قالب:FN133.150 133.120 133.120 133.120 133.120 |
| 2 فبراير (شباط) 2007         | قلعة شفيرين                                                 | مكلنبورغ-فوربومرن         | هاينز هوير        | دار سك العملة الحكومية في برلين، ودار سك العملة الرئيسية في بافاريا بميونيخ، ودار سك العملة الحكومية في شتوتغارت، ودار سك العملة الحكومية في كارلسروه، ودار سك العملة الحكومية في هامبورغ | 985.000 11.835.000 11.850.000 4.200.000 1.070.000      | 136.000 136.000 136.000 136.000 136.000 | 125.150 125.120 125.120 125.120 125.120        |
| 1 فبراير (شباط) 2008         | الكنيسة الرئيسية للقديس ميخائيل                             | هامبورغ                   | إريك أوت          | دار سك العملة الحكومية في برلين، ودار سك العملة الرئيسية في بافاريا بميونيخ، ودار سك العملة الحكومية في شتوتغارت، ودار سك العملة الحكومية في كارلسروه، ودار سك العملة الحكومية في هامبورغ | 950.000 8.900.000 قالب:FN9.000.000 4.200.000 6.300.000 | 120.000 120.000 120.000 120.000 120.000 | 113.150 110.120 110.120 110.120 120.120        |
| 6 فبراير (شباط) 2009         | كنيسة لودفيغ في ساربروكن                                    | سارلاند                   | فريدريش برينر     | دار سك العملة الحكومية في برلين، ودار سك العملة الرئيسية في بافاريا بميونيخ، ودار سك العملة الحكومية في شتوتغارت، ودار سك العملة الحكومية في كارلسروه، ودار سك العملة الحكومية في هامبورغ | 6.000.000 6.300.000 7.200.000 4.200.000 6.300.000      | 95.000 95.000 95.000 95.000 95.000      | 97.150 92.120 92.120 92.120 92.120             |
| 29 يناير (كانون الثاني) 2010 | قاعة بلدية بريمن و بريمن رولاند                             | بريمن                     | بودو بروشات       | دار سك العملة الحكومية في برلين، ودار سك العملة الرئيسية في بافاريا بميونيخ، ودار سك العملة الحكومية في شتوتغارت، ودار سك العملة الحكومية في كارلسروه، ودار سك العملة الحكومية في هامبورغ | 6.000.000 6.300.000 7.200.000 4.200.000 6.300.000      | 95.000 90.000 90.000 90.000 90.000      | 95.950 90.920 90.920 90.920 90.920             |
| 28 يناير (كانون الثاني) 2011 | كاتدرائية كولونيا                                           | شمال الراين-وستفاليا      | هاينز هوير        | دار سك العملة الحكومية في برلين، ودار سك العملة الرئيسية في بافاريا بميونيخ، ودار سك العملة الحكومية في شتوتغارت، ودار سك العملة الحكومية في كارلسروه، ودار سك العملة الحكومية في هامبورغ | 6.000.000 6.300.000 7.200.000 4.200.000 6.300.000      | 95.000 91.000 91.000 91.000 91.000      | 98.000 92.000 92.000 92.000 92.000             |
| 3 فبراير (شباط) 2012         | قلعة نويشفانشتاين                                           | بافاريا                   | إريك أوت          | دار سك العملة الحكومية في برلين، ودار سك العملة الرئيسية في بافاريا بميونيخ، ودار سك العملة الحكومية في شتوتغارت، ودار سك العملة الحكومية في كارلسروه، ودار سك العملة الحكومية في هامبورغ | 6.000.000 6.300.000 7.200.000 4.200.000 6.300.000      | 92.000 87.000 87.000 87.000 87.000      | 95.000 87.000 87.000 87.000 87.000             |
| 1 فبراير (شباط) 2013         | دير ماولبرون وبيت البئر                                     | بادن-فورتمبيرغ            | أويغن رول         | دار سك العملة الحكومية في برلين، ودار سك العملة الرئيسية في بافاريا بميونيخ، ودار سك العملة الحكومية في شتوتغارت، ودار سك العملة الحكومية في كارلسروه، ودار سك العملة الحكومية في هامبورغ | 6.000.000 6.300.000 7.200.000 4.200.000 6.300.000      | 87.000 82.000 82.000 82.000 82.000      | 90.000 85.000 85.000 85.000 85.000             |
| 7 فبراير (شباط) 2014         | كنيسة القديس ميخائيل في هيلدسهايم                           | سكسونيا السفلى            | إريك أوت          | دار سك العملة الحكومية في برلين، ودار سك العملة الرئيسية في بافاريا بميونيخ، ودار سك العملة الحكومية في شتوتغارت، ودار سك العملة الحكومية في كارلسروه، ودار سك العملة الحكومية في هامبورغ | 6.000.000 6.300.000 7.200.000 4.200.000 6.300.000      | 85.000 80.000 80.000 80.000 80.000      | 84.000 77.000 77.000 77.000 77.000             |
| 30 يناير (كانون الثاني) 2015 | كنيسة القديس بولس في فرانكفورت                              | هسن                       | هاينز هوير        | دار سك العملة الحكومية في برلين، ودار سك العملة الرئيسية في بافاريا بميونيخ، ودار سك العملة الحكومية في شتوتغارت، ودار سك العملة الحكومية في كارلسروه، ودار سك العملة الحكومية في هامبورغ | 6.000.000 6.300.000 7.200.000 4.200.000 6.300.000      | 79.800 73.825 73.825 73.825 73.825      | 84.000 77.000 77.000 77.000 77.000             |
| 5 فبراير (شباط) 2016         | بوابة التاج في تسفينغر                                      | ساكسونيا                  | جوردي تروكسا      | دار سك العملة الحكومية في برلين، ودار سك العملة الرئيسية في بافاريا بميونيخ، ودار سك العملة الحكومية في شتوتغارت، ودار سك العملة الحكومية في كارلسروه، ودار سك العملة الحكومية في هامبورغ | 6.000.000 6.300.000 7.200.000 4.200.000 6.300.000      | 69.800 65.825 65.825 65.825 65.825      | 73.000 67.000 67.000 67.000 67.000             |
| 3 فبراير (شباط) 2017         | بورتا نيجرا في ترير                                         | راينلند-بالاتينات         | فرانتيسك تشوتشولا | دار سك العملة الحكومية في برلين، ودار سك العملة الرئيسية في بافاريا بميونيخ، ودار سك العملة الحكومية في شتوتغارت، ودار سك العملة الحكومية في كارلسروه، ودار سك العملة الحكومية في هامبورغ | 6.000.000 6.300.000 7.200.000 4.200.000 6.300.000      | 65.000 59.000 59.000 59.000 59.000      | 68.000 61.000 61.000 61.000 61.000             |
| 30 يناير (كانون الثاني) 2018 | قصر شارلوتنبورغ                                             | برلين                     | بودو بروشات       | دار سك العملة الحكومية في برلين، ودار سك العملة الرئيسية في بافاريا بميونيخ، ودار سك العملة الحكومية في شتوتغارت، ودار سك العملة الحكومية في كارلسروه، ودار سك العملة الحكومية في هامبورغ | 6.000.000 6.300.000 7.200.000 4.200.000 6.300.000      | 60.400 55.625 55.625 55.625 55.625      | 63.000 59.000 59.000 59.000 59.000             |
| 29 يناير (كانون الثاني) 2019 | مبنى المجلس الاتحادي، مقر المجلس الاتحادي الألماني في برلين | جمهورية ألمانيا الاتحادية | مايكل أوتو        | دار سك العملة الحكومية في برلين، ودار سك العملة الرئيسية في بافاريا بميونيخ، ودار سك العملة الحكومية في شتوتغارت، ودار سك العملة الحكومية في كارلسروه، ودار سك العملة الحكومية في هامبورغ | 6.000.000 6.300.000 7.200.000 4.200.000 6.300.000      | 50.300 46.000 46.000 46.000 46.000      | 58.200 53.700 53.700 53.700 53.700             |
| 28 يناير (كانون الثاني) 2020 | قصر سانسوسي في بوتسدام                                      | براندنبورغ                | جوردي تروكسا      | دار سك العملة الحكومية في برلين، ودار سك العملة الرئيسية في بافاريا بميونيخ، ودار سك العملة الحكومية في شتوتغارت، ودار سك العملة الحكومية في كارلسروه، ودار سك العملة الحكومية في هامبورغ | 6.000.000 6.300.000 7.200.000 4.200.000 6.300.000      | 51.000 47.100 47.100 47.100 47.100      | 51.200 46.700 46.700 46.700 46.700             |
| 26 يناير (كانون الثاني) 2021 | كاتدرائية ماغديبورغ                                         | ساكسونيا-أنهالت           | مايكل أوتو        | دار سك العملة الحكومية في برلين، ودار سك العملة الرئيسية في بافاريا بميونيخ، ودار سك العملة الحكومية في شتوتغارت، ودار سك العملة الحكومية في كارلسروه، ودار سك العملة الحكومية في هامبورغ | 6.000.000 6.300.000 7.200.000 4.200.000 6.300.000      | 46.600 43.300 42.800 42.900 42.900      | 48.600 42.500 42.100 42.100 42.100             |
| 25 يناير (كانون الثاني) 2022 | قلعة فارتبورغ بالقرب من آيزناخ                              | تورينغن                   | أولاف شتوي        | دار سك العملة الحكومية في برلين، ودار سك العملة الرئيسية في بافاريا بميونيخ، ودار سك العملة الحكومية في شتوتغارت، ودار سك العملة الحكومية في كارلسروه، ودار سك العملة الحكومية في هامبورغ | 6.000.000 6.300.000 7.200.000 4.200.000 6.300.000      | 44.200 42.100 41.500 41.700 41.600      | 45.900 42.300 41.800 42.000 41.800             |
|                              |                                                             |                           |                   | |                                                        |                                         |                                                |

#### إصدارات أخرى
بالإضافة إلى سلسلة عملات 2 يورو التذكارية الألمانية المخصصة للاحتفاء بعواصم الولايات الاتحادية، أصدرت ألمانيا عملة تذكارية من فئة 2 يورو عام 2015 احتفالًا بالذكرى الخامسة والعشرين لاستعادة الوحدة الألمانية، وعملة تذكارية أخرى عام 2018 احتفالًا بالذكرى المئوية لميلاد الفيزيائي الألماني هيلموت شميدت. وفي عام 2020، صدرت عملة تذكارية من فئة 2 يورو احتفالًا بالذكرى الخمسين لخطاب المستشار ويلي براندت في وارسو.

#### الإصدارات المشتركة
طُرح أول إصدار مشترك من العملات التذكارية من فئة 2 يورو لجميع دول منطقة اليورو عام 2007 بمناسبة الاحتفال بالذكرى الخمسين لتوقيع معاهدة روما. اتسمت هذه العملات التذكارية المُشتركة بتصميم متشابه بحيث حملت عملات الدول المختلفة نفس الزخرفة بينما اختلفت فقط في أسماء الدول والنقوش المكتوبة بلغة كل دولة على عملتها الخاصة. ثُم طُرح إصدار مشترك آخر من عملات 2 يورو التذكارية عام 2009 بمناسبة الاحتفال بالذكرى العاشرة للاتحاد الاقتصادي والنقدي الأوروبي. أما الإصدار المشترك الثالث، فقد خُصص للذكرى العاشرة لإصدار اليورو عام 2012. كذلك احتفلت ألمانيا وفرنسا بالذكرى الخمسين لتوقيع معاهدة الإليزيه بإصدار عملة تذكارية مشتركة من فئة 2 يورو، تختلف فقط في رموز الدول وعلامات دار سك العملة، ثُم طُرح إصدار مشترك آخر من عملات 2 يورو التذكارية عام 2022 بمناسبة الاحتفال بالذكرى الخامسة والثلاثين لبرنامج إيراسموس الأوروبي.

### عملات اليورو التذكارية المخصصة لهواة الجمع
أصدرت ألمانيا في عام 2016 لأول مرة في تاريخها عملة يورو تذكارية بقيمة اسمية تساوي 5 يورو. كان مصمم العُملة هو ستيفان كلاين من معهد لايبنيز للمواد التفاعلية في المدرسة العليا التقنية الراينية الوستفالية بجامعة آخن، وصدرت رسميا لأول مرة في 14 أبريل (نيسان) 2016، وقد حمل هذا الإصدار عنوان «كوكب الأرض». تكونت العملة من حلقة خارجية وقلب داخلي مصنوعان من سبائك مختلفة من النحاس والنيكل، وبينهما حلقة بوليمر زرقاء شفافة جزئيًا. بلغ إجمالي عدد العملات المسكوكة في ألمانيا من هذا الإصدار 2,250,000 عملة، منها 250,000 عملة شبيهة بالنسخة الأصلية.
وفي نوفمبر (تشرين الثاني) 2016، ونظرًا للإقبال الشديد على هذا النوع الجديد من العملات، قررت الحكومة الفيدرالية الألمانية إصدار سلسلة جديدة من خمسة مجموعات من العملات التذكارية من فئة 5 يورو خلال الفترة من عام 2017 إلى عام 2021 تحت عنوان "المناطق المناخية على الأرض". بدأت السلسلة بإصدار عملة "المنطقة الاستوائية" في 27 أبريل (نيسان) 2017. تميزت عملات هذه السلسلة بنفس قطر وكتلة عملة "كوكب الأرض" التذكارية السابقة من فئة 5 يورو؛ ولكنها اختلفت فقط في تصميمها ولون حلقة البوليمر المصممة لربطها بالمنطقة المناخية المعنية، بحيث كان لون حلقة البوليمر في كل عملة من عملات هذه المجموعة يرمز إلى لون المنطقة المناخية التي تحتفي بها العُملة التذكارية.

#### سلسلة عملات المناطق المناخية التذكارية من فئة 5 يورو
| تاريخ الإصدار          | النقش                                 | النقش                                             | مصمم العملة                        | مصمم العملة                       | لون حلقة البوليمر | دار سك العملة | عدد العملات المسكوكة حسب الجودة | عدد العملات المسكوكة حسب الجودة |
| تاريخ الإصدار          | النقش الأصلي                          | ترجمة النقش                                       | الوجه الأمامي للعملة (جانب القيمة) | الوجه الخلفي للعملة (جانب الصورة) | لون حلقة البوليمر | دار سك العملة | عملات غير متداولة               | عملات الإثبات                   |
| ---------------------- | ------------------------------------- | ------------------------------------------------- | ---------------------------------- | --------------------------------- | ----------------- | --- | ------------------------------- | ------------------------------- |
| 14 أبريل (نيسان) 2016  | Planet Erde BLAUER PLANET ERDE        | كوكب الأرض كوكب الأرض الأزرق                      | ألينا هوير                         | ستيفان كلاين، وأولاف نيومان       | أزرق              | دار سك العملة الحكومية في برلين، ودار سك العملة الرئيسية في بافاريا بميونيخ، ودار سك العملة الحكومية في شتوتغارت، ودار سك العملة الحكومية في كارلسروه، ودار سك العملة الحكومية في هامبورغ | 400.000                         | 50.000                          |
| 27 أبريل (نيسان) 2017  | Tropische Zone KLIMAZONEN DER ERDE    | المنطقة الاستوائية المناطق المناخية على الأرض     | شتيفاني رادتكي                     |                                   | أحمر              | دار سك العملة الحكومية في برلين، ودار سك العملة الرئيسية في بافاريا بميونيخ، ودار سك العملة الحكومية في شتوتغارت، ودار سك العملة الحكومية في كارلسروه، ودار سك العملة الحكومية في هامبورغ | 400.000                         | 60.000                          |
| 19. أبريل (نيسان) 2018 | Subtropische Zone KLIMAZONEN DER ERDE | المنطقة شبه الاستوائية المناطق المناخية على الأرض | شتيفاني رادتكي                     | باتريك نيزل                       | برتقالي           | دار سك العملة الحكومية في برلين، ودار سك العملة الرئيسية في بافاريا بميونيخ، ودار سك العملة الحكومية في شتوتغارت، ودار سك العملة الحكومية في كارلسروه، ودار سك العملة الحكومية في هامبورغ | 600.000                         | 80.000                          |
| 19 سبتمبر (أيلول) 2019 | Gemäßigte Zone KLIMAZONEN DER ERDE    | المنطقة المعتدلة المناطق المناخية على الأرض       | شتيفاني رادتكي                     | بيتر لاش                          | أخضر              | دار سك العملة الحكومية في برلين، ودار سك العملة الرئيسية في بافاريا بميونيخ، ودار سك العملة الحكومية في شتوتغارت، ودار سك العملة الحكومية في كارلسروه، ودار سك العملة الحكومية في هامبورغ | 600.000                         | 80.000                          |
| 10 سبتمبر (أيلول) 2020 | Subpolare Zone KLIMAZONEN DER ERDE    | المنطقة شبه القطبية المناطق المناخية على الأرض    | شتيفاني رادتكي                     | ناتالي تيكامبي                    | فيروزي            | دار سك العملة الحكومية في برلين، ودار سك العملة الرئيسية في بافاريا بميونيخ، ودار سك العملة الحكومية في شتوتغارت، ودار سك العملة الحكومية في كارلسروه، ودار سك العملة الحكومية في هامبورغ | 600.000                         | 80.000                          |
| 9 سبتمبر (أيلول) 2021  | Polare Zone KLIMAZONEN DER ERDE       | المنطقة القطبية المناطق المناخية على الأرض        | شتيفاني رادتكي                     | ناتالي تيكامبي                    | أرجواني           | دار سك العملة الحكومية في برلين، ودار سك العملة الرئيسية في بافاريا بميونيخ، ودار سك العملة الحكومية في شتوتغارت، ودار سك العملة الحكومية في كارلسروه، ودار سك العملة الحكومية في هامبورغ | 600.000                         | 80.000                          |

#### عملات تذكارية من فئة 10 يورو
أصدرت ألمانيا خلال الفترة ما بين عامي 2019-2021 سلسلة من العُملات التذكارية بقيمة إسمية بلغت 10 يورو. وفي عام 2022، بدأت ألمانيا في إصدار سلسلة عملات تذكارية جديدة من خمس مجموعات بقيمة إسمية بلغت 10 يورو، وقد حملت هذه السلسلة عنوان «في خدمة المجتمع»، وتهدف إلى التعبير عن التقدير للمجموعات المهنية.
|                                                                                  | حركات الهواء                                                                          | | |  |
| المصمم: ناتالي تيكامبي (جانب الصورة)، وأندريه ويتينغ (جانب القيمة)               | المصمم: ناتالي تيكامبي (جانب الصورة)، وأندريه ويتينغ (جانب القيمة)                    | دار سك العملة: دار سك العملة الحكومية في برلين، ودار سك العملة الرئيسية في بافاريا بميونيخ، ودار سك العملة الحكومية في شتوتغارت، ودار سك العملة الحكومية في كارلسروه، ودار سك العملة الحكومية في هامبورغ | دار سك العملة: دار سك العملة الحكومية في برلين، ودار سك العملة الرئيسية في بافاريا بميونيخ، ودار سك العملة الحكومية في شتوتغارت، ودار سك العملة الحكومية في كارلسروه، ودار سك العملة الحكومية في هامبورغ |  |
| القيمة: 10 يورو                                                                  | السبيكة: النحاس والنيكل                                                               | الكمية: 300.000/50.000 | الجودة: غيرمتداول/إثبات |  |
| صادر في: 4 أبريل (نيسان) 2019                                                    | القطر: 28.75 مـم (1.13 بوصة)                                                          | الوزن: 9.8 غ (0.35 أونصة؛ 0.32 ozt) | قيمة الإصدار:- |  |
| أتت العملة مزودة بحلقة بوليمر شفافة وبحافة ناعمة مع نقش                          |                                                                                       | | |  |
|                                                                                  |                                                                                       | | |  |
|                                                                                  | تأثير حركة الهواء على الأرض                                                           | | |  |
| المصمم: أندريه ويتينج                                                            | المصمم: أندريه ويتينج                                                                 | دار سك العملة: دار سك العملة الحكومية في برلين، ودار سك العملة الرئيسية في بافاريا بميونيخ، ودار سك العملة الحكومية في شتوتغارت، ودار سك العملة الحكومية في كارلسروه، ودار سك العملة الحكومية في هامبورغ | دار سك العملة: دار سك العملة الحكومية في برلين، ودار سك العملة الرئيسية في بافاريا بميونيخ، ودار سك العملة الحكومية في شتوتغارت، ودار سك العملة الحكومية في كارلسروه، ودار سك العملة الحكومية في هامبورغ |  |
| القيمة: 10 يورو                                                                  | الجودة: غيرمتداول/إثبات                                                               | الكمية: 300.000/50.000 | قيمة الإصدار: - |  |
| صادر في: 26 مارس (أذار) 2020                                                     | القطر: 28.75 مـم (1.13 بوصة)                                                          | الوزن: 9.8 غ (0.35 أونصة؛ 0.32 ozt) | السبيكة: القلب من النحاس والنيكل، والحلقة الخارجية من البرونز الأحمر |  |
| أتت العملة مزودة بحلقة بوليمر شفافة وحافة ناعمة غير مهيكلة                       |                                                                                       | | |  |
|                                                                                  |                                                                                       | | |  |
|                                                                                  | تأثير حركة الهواء على الماء                                                           | | |  |
| المصمم: دانييل إنغلبيرغ، (جانب الصورة)، وأندريه ويتينغ (جانب القيمة)             | المصمم: دانييل إنغلبيرغ، (جانب الصورة)، وأندريه ويتينغ (جانب القيمة)                  | دار سك العملة: دار سك العملة الحكومية في برلين، ودار سك العملة الرئيسية في بافاريا بميونيخ، ودار سك العملة الحكومية في شتوتغارت، ودار سك العملة الحكومية في كارلسروه، ودار سك العملة الحكومية في هامبورغ | دار سك العملة: دار سك العملة الحكومية في برلين، ودار سك العملة الرئيسية في بافاريا بميونيخ، ودار سك العملة الحكومية في شتوتغارت، ودار سك العملة الحكومية في كارلسروه، ودار سك العملة الحكومية في هامبورغ |  |
| القيمة: 10 يورو                                                                  | السبيكة: القلب من النحاس والنيكل، والحلقة الخارجية من النحاس والنيكل مطلية بالنيوبيوم | الكمية: 300.000/50.000 | الجودة: غيرمتداول/إثبات |  |
| صادر في: 25 مارس (أذار) 2021                                                     | القطر: 28.75 مـم (1.13 بوصة)                                                          | الوزن: 9.8 غ (0.35 أونصة؛ 0.32 ozt) | قيمة الإصدار:- |  |
| أتت العملة مزودة بحلقة بوليمر شفافة وحافة ناعمة غير مهيكلة                       |                                                                                       | | |  |
|                                                                                  |                                                                                       | | |  |
|                                                                                  | رعاية المجتمع الخدمي                                                                  | | |  |
| المصمم: بيتر لاش (جانب الصورة)، وباتريك نيسيل (جانب القيمة)                      | المصمم: بيتر لاش (جانب الصورة)، وباتريك نيسيل (جانب القيمة)                           | دار سك العملة: دار سك العملة الحكومية في برلين، ودار سك العملة الرئيسية في بافاريا بميونيخ، ودار سك العملة الحكومية في شتوتغارت، ودار سك العملة الحكومية في كارلسروه، ودار سك العملة الحكومية في هامبورغ | دار سك العملة: دار سك العملة الحكومية في برلين، ودار سك العملة الرئيسية في بافاريا بميونيخ، ودار سك العملة الحكومية في شتوتغارت، ودار سك العملة الحكومية في كارلسروه، ودار سك العملة الحكومية في هامبورغ |  |
| القيمة: 10 يورو                                                                  | السبيكة: النحاس والنيكل                                                               | الكمية:- | الجودة:- |  |
| صادر في: 7 أبريل (نيسان) 2022                                                    | القطر: 28.75 مـم (1.13 بوصة)                                                          | الوزن: 9.8 غ (0.35 أونصة؛ 0.32 ozt) | قيمة الإصدار:- |  |
| أتت العملة مزودة بحلقة بوليمر ملونة باللون الفيروزي النعناعي وبحافة ناعمة مع نقش |                                                                                       | | |  |
|                                                                                  |                                                                                       | | |  |
|                                                                                  | إدارة الإطفاء                                                                         | | |  |
| المصمم: لورينز كروسمان (جانب الصورة)، وباتريك نيسيل (جانب القيمة)                | المصمم: لورينز كروسمان (جانب الصورة)، وباتريك نيسيل (جانب القيمة)                     | دار سك العملة: دار سك العملة الحكومية في برلين، ودار سك العملة الرئيسية في بافاريا بميونيخ، ودار سك العملة الحكومية في شتوتغارت، ودار سك العملة الحكومية في كارلسروه، ودار سك العملة الحكومية في هامبورغ | دار سك العملة: دار سك العملة الحكومية في برلين، ودار سك العملة الرئيسية في بافاريا بميونيخ، ودار سك العملة الحكومية في شتوتغارت، ودار سك العملة الحكومية في كارلسروه، ودار سك العملة الحكومية في هامبورغ |  |
| القيمة: 10 يورو                                                                  | الجودة:-                                                                              | الكمية:- | قيمة الإصدار:- |  |
| صادر في: 11 مايو (أيار) 2023                                                     | القطر: 28.75 مـم (1.13 بوصة)                                                          | الوزن: 9.8 غ (0.35 أونصة؛ 0.32 ozt) | السبيكة: النحاس والنيكل |  |
| أتت العملة مزودة بحلقة بوليمر حمراء اللون وبحافة ناعمة مع نقش                    |                                                                                       | | |  |
|                                                                                  |                                                                                       | | |  |
|                                                                                  | الشرطة                                                                                | | |  |
| المصمم: لورينز كروسمان (جانب الصورة)، وباتريك نيسيل (جانب القيمة)                | المصمم: لورينز كروسمان (جانب الصورة)، وباتريك نيسيل (جانب القيمة)                     | دار سك العملة: دار سك العملة الحكومية في برلين، ودار سك العملة الرئيسية في بافاريا بميونيخ، ودار سك العملة الحكومية في شتوتغارت، ودار سك العملة الحكومية في كارلسروه، ودار سك العملة الحكومية في هامبورغ | دار سك العملة: دار سك العملة الحكومية في برلين، ودار سك العملة الرئيسية في بافاريا بميونيخ، ودار سك العملة الحكومية في شتوتغارت، ودار سك العملة الحكومية في كارلسروه، ودار سك العملة الحكومية في هامبورغ |  |
| القيمة: 10 يورو                                                                  | الجودة:-                                                                              | الكمية:- | قيمة الإصدار:- |  |
| صادر في: 25 أبريل (نيسان) 2024                                                   | القطر: 28.75 مـم (1.13 بوصة)                                                          | الوزن: 9.8 غ (0.35 أونصة؛ 0.32 ozt) | السبيكة: النحاس والنيكل |  |
| أتت العملة مزودة بحلقة بوليمر زرقاء اللون وبحافة ناعمة مع نقش                    |                                                                                       | | |  |
|                                                                                  |                                                                                       | | |  |
|                                                                                  | الوكالة الفيدرالية للإغاثة التقنية                                                    | | |  |
| المصمم: لورينز كروسمان (جانب الصورة)، وباتريك نيسيل (جانب القيمة)                | المصمم: لورينز كروسمان (جانب الصورة)، وباتريك نيسيل (جانب القيمة)                     | دار سك العملة: دار سك العملة الحكومية في برلين، ودار سك العملة الرئيسية في بافاريا بميونيخ، ودار سك العملة الحكومية في شتوتغارت، ودار سك العملة الحكومية في كارلسروه، ودار سك العملة الحكومية في هامبورغ | دار سك العملة: دار سك العملة الحكومية في برلين، ودار سك العملة الرئيسية في بافاريا بميونيخ، ودار سك العملة الحكومية في شتوتغارت، ودار سك العملة الحكومية في كارلسروه، ودار سك العملة الحكومية في هامبورغ |  |
| القيمة: 10 يورو                                                                  | الجودة:-                                                                              | الكمية:- | قيمة الإصدار:- |  |
| صادر في: 24 أبريل (نيسان) 2025                                                   | القطر: 28.75 مـم (1.13 بوصة)                                                          | الوزن: 9.8 غ (0.35 أونصة؛ 0.32 ozt) | السبيكة: النحاس والنيكل |  |
| أتت العملة مزودة بحلقة بوليمر زرقاء اللون وبحافة ناعمة مع نقش                    |                                                                                       | | |  |